# باول تومسون (مجدف)
باول تومسون (بالإنجليزية: Paul Anthony Thompson)‏ هو مدرب تجديف أسترالي، ولد في 15 مارس 1964 في كانبرا في أستراليا.

## وصلات خارجية
- باول تومسون على موقع الاتحاد الدولي للتجديف (الإنجليزية)